# Jelonek (powiat giżycki)
Jelonek (niem. Grünheide, Forst) – osada leśna w Polsce położona w województwie warmińsko-mazurskim, w powiecie giżyckim, w gminie Kruklanki.
W latach 1975–1998 miejscowość należała administracyjnie do województwa suwalskiego.
Źródło: TERYT